# Cadwell
Cadwell est une ville du comté de Laurens en Géorgie aux États-Unis.

## Démographie
| 1910 | 1920 | 1930 | 1940 | 1950 | 1960 |
| ---- | ---- | ---- | ---- | ---- | ---- |
| 154  | 274  | 208  | 291  | 310  | 360  |

| 1970 | 1980 | 1990 | 2000 | 2010 | - |
| ---- | ---- | ---- | ---- | ---- | - |
| 354  | 353  | 458  | 329  | 528  | - |

Sa population était de 528 habitants en 2010.